# Liriomyza cordillerana
Liriomyza cordillerana är en tvåvingeart som beskrevs av Sehgal 1968. Liriomyza cordillerana ingår i släktet Liriomyza och familjen minerarflugor. Inga underarter finns listade i Catalogue of Life.